# وزارت معارف افغانستان
وزارت معارف افغانستان (به پشتو: د پوهنی وزارت) برنامه‌ریز و اداره‌کننده تمام مکاتب دولتی و نظام آموزشی افغانستان می‌باشد.. سرپرست کنونی این وزارتخانه اکنون بر عهده حبیب‌الله آغا است.

## پیشینه
قبل از ظهور اسلام در آریانای باستان و خراسان، تعلیم و تربیه توسط آئین (ویدی) و سپس در مدنیت اوستائی صورت می‌گرفت، بر علاوه مراکز آئین زرتشتی و امثال آن وجود داشت و منطق ارسطو، فلسفه، علم نجوم، طب یونان نیز تدریس می‌شد. اوج فراگرفتن علم در زمان سامانیان برمی گردد؛ در آن زمان بزرگ‌ترین کتابخانهٔ منطقه در بلخ وجود داشت که به نام کتابخانه نوبهار بلخ یاد می‌گردید. پس از اینکه اسلام در کشور ما بر قرار شد، فرا گرفتن قرآن اولین علت است که مسلمانان را مجبور ساخت تا بخوانند و بیاموزند. بدین وسیله اولین مدرسه در مدینه مکرمه افتتاح گردید که معلم آن، محمد پیامبر اسلام بود. دومین مدرسه در مکه، به دنبال آن در بغداد و شام بود که مسلمانان قرآن و نوشتن را می‌آموختند. یک‌تعداد اطفال و جوانان کشورهای فتح شده توسط اعراب، به کشورهای عربی برده شده و در آنجا تعلیمات اسلامی داده شده دوباره به وطن شان اعزام می‌گردیدند. پس از اینکه فتوحات اسلام در آسیای میانه رسید، در آن زمان درین کشوربه رسم دین بودائی و زردشتی کتابهای زیادی چاپ می‌شد که از کاغذ و پوست حیوانات بود. مشهورترین کتابخانه آن زمان کتابخانه «نوبهار» بلخ بود که توسط برمکیان اداره می‌شد. حتی پس از اینکه بلخ توسط مسلمانان فتح شد؛ آنها این کتابخانه را به آتش نکشیدند. الی حمله یعقوب لیث این کتابخانه محفوظ بود. سلجوقیان اولین کسانی بودند که خدمات بی پایان نه تنها در نشر دین اسلام بلکه در تشکیل مدارس، مساجد، مکاتب نظامیه و نشر کتاب نمودند. دانشمند سلجوقی خواجه نظام الملک وزیر، اولین کسی است که از سرمایه خود نظامیه را در قرن چهارم هجری بنا نمود. در نظامیه علاوه بر قرآن، مضامین طب، نجوم، الجبر، فلسفه، و دواسازی تدریس می‌گردید. به همین ترتیب در اکثر کشورهای اسلامی نظامیه‌ها تأسیس گردید. به شاگردان کتابهایی داده می‌شد که بعضی در مدت دوسال، بعضی در مدت شش سال به تکمیل می‌رسانیدند. این دوره را دوره ابتدائی یا مکتب می‌نامیدند. در افغانستان شیوه تدریس نیز مانند عرب بود که تقریباً تا امروز کماکان به همان شیوه ادامه دارد. شاگردان خردسال در مساجد به آموختن قرآن و نوشتن می‌پرداختند. مدرسه‌ها معمولاً در شهرها در کنار مسجد جامع ساخته می‌شد که معمولاً جوانان و بزرگسالان در آن تدریس می‌شدند. در مساجد شاگردان مکلف به خواندن قرآن، نوشتن خط، خواندن کتاب حافظ شیرازی، بوستان و گلستان سعدی بودند؛ کسانی که بوستان را ختم می‌نمودند شخص با سواد می‌بودند.
تاریخ تعلیم و تربیت نیمه مدرن درافغانستان، به دوره دوم حاکمیت امیرشیرعلی در سال۱۸۷۵ برمیگردد. امیرشیرعلی خان دراین سال، مکتب نیمه عصری رادر کابل ایجاد نمود که ازدو مکتب ملکی و نظامی تشکیل یافته بود. برخی از نویسندگان، اقدام امیرشیرعلی درتاسیس نخستین مکتب مدرن را ناشی از نظریات و پیشنهادات سیدجمال الدین تلقی کرده‌اند. مکتب ملکی، مخصوص خوانین و سرداران کشوردر پایتخت بود که در بالاحصار تأسیس گردیده بود که درآن، فرزندان خانواده‌های امیر و خوانین دربار مضامین حقوق، اداره، سیاست، علوم دینی و تاریخ را فرا می‌گرفتند. اما مکتب نظامی که در شیرپور کابل تأسیس شده بود، تعلیمات نظری قرائت، تحریر، علوم دینی، تاریخ و تعلیمات نظامی آموزش داده می‌شد که به صورت لیلیه به س می‌بردند و مصارف شان را دولت تأمین می‌کرد. هردو مکتب توسط عبدالقادر مسوول نشریه شمس النهار اداره می‌شد که درحقیقت، اولین وزیر افتخاری معارف افغانستان به‌شمار می‌رود. اما تدریس ریاضی، کیمیا، جغرافیا و هندسه به عهده آموزگاران خارجی بود. این دو مکتب توسط حوادث بعدی که سلطنت امیر را ازبین برد و افغانستان مورد هجوم نیروی انگلستان واقع شد، ازمیان رفت.

### اولین مکتب به شیوه امروزی
در سال ۱۲۸۲ شمسی، در زمان حکومت امیر حبیب‌الله خان، نخستین مکتب ابتدایی به سبک جدید، به نام حبیبیه، در کابل تأسیس شد. در آغاز تأسیس این مکتب، تمام معلمان و مسولان اداری آن از کشور هند بودند. که بزودی از یک‌تعداد مولویان و شاعران استفاده شده در کنار چند مکتب دیگر در مرکز بنا شد.
در همین سال بود که اولین شورای معارف که وظیفه آن بررسی مواد درسی، وضع مالی، حفظ نظم و مسایل اداری مکتب‌ها بود، در کابل تأسیس شد.
در سال ۱۲۹۱، اولین دارالمعلمین افغانستان در کابل به وجود آمد و شماری از کسانی که سواد را به شکل سنتی آن در مساجد آموخته بودند، در دارالمعلمین پذیرفته شدند.
دو سال بعد از تأسیس نخستین دارالمعلمین افغانستان، برای اولین بار ۶۵ نفر از این مرکز آموزش معلم، فارغ‌التحصیل شدند.

### توسعه مکتب‌ها
با آغاز زمامداری امان‌الله خان و با توجه به اینکه او نسبت به مکاتب جدید و آموزش‌های مدرن، توجه خاصی داشت، مکتب‌ها در کابل و ولایات توسعه پیدا کرد. ازمهمترین گام‌هایی که در این راه برداشته شد، تأسیس وزارت معارف در افغانستان بود. دولت توانست با تشکیل این وزارتخانه، نظارت بیشتری بر امور مکتب‌ها داشته باشد. در همین زمان بود که اولین قانون اساسی افغانستان به تصویب رسید. با تصویب این قانون، آموزش و پرورش، برای همه کودکان و نوجوانان افغانستان، اجباری شد.
در همین سالها، انجمنی برای تألیف و ترجمه کتاب‌های درسی، و بررسی وضعیت مکتب‌ها و آموزگاران در کابل تأسیس شد. در کمتر از چند سال، مکتب‌های ابتدایی پسرانه و دخترانه در کابل و ولایات گسترش یافت و تعداد زیادی دانش آموز از این آموزشگاه‌ها فارغ‌التحصیل شدند. همچنین شماری دانش آموز، برای تحصیل به کشورهای خارجی، از جمله ترکیه، آلمان و فرانسه اعزام شدند.
تأسیس مکاتب عصری و اعزام دانشجویان افغان غرض تحصیل به خارج در دوره امان‌الله خان، شماری دانش آموز، برای تحصیل به خارج اعزام شدند؛ در سال ۱۳۰۱ خورشیدی، لیسه امانیه که بعد به استقلال تغییر نام داد، به کمک دولت فرانسه در کابل تأسیس شد.
مدیر این مکتب و تعدادی از معلمان آن نیز از کشور فرانسه بودند. یک سال بعد، در سال ۱۳۰۲ خورشیدی، لیسه امانی به کمک دولت آلمان راه اندازی شد. مدیر این مکتب و شماری از معلمین آن نیز از کشور آلمان بودند. کمک‌های دولت‌های فرانسه و آلمان به لیسه‌های استقلال و امانی در سال‌های اخیر ازسر گرفته شده و این مکاتب، همچنان پیشرفته‌ترین آموزشگاه‌های افغانستان هستند. در دوره حبیب‌الله کلکانی مکاتب همه مسدود بود. نادر خان تشکیلات سابقه و معارف را دوباره منظم نموده و سرو صورت داد. همچنان در طول دوره سلطنت نادر شاه مکاتب ابتدائی در سراسر مملکت عام شد، فاکولته طب، دارالعلوم عربی، دارالایتام نادری، مکتب دواسازی، مکاتب استقلال، نجات، حبیبه، غازی دوباره احیاء گردید.
در قانون اساسی آن دوره تعلیم و تربیه بر تمام جامعه زن و مرد لازمی گردید و به اساس ماده (۲۰) قانون اساسی تعلیمات ابتدائی اجباری گردید.
تعلیم و تربیه دوره ظاهرشاه نسبت به دوره پدرش تدریجاً انکشاف بیشتر نمود، نواقص در اصول تعلیم و تربیه رفع گردید و معمولاً در این دوره (۴۳) باب مکتب جدید در تمام افغانستان تأسیس گردید که (۱۶) باب آن در کابل و متباقی آن در ولایات ایجاد گردید. مؤسسه تربیهٔ معلم کابل، فاکولته حقوق و علوم سیاسی در کابل تأسیس گردید.
در سال ۱۳۵۲ رژیم سیاسی در افغانستان تغییر کرد، محمد داود خان سلطنت را به جمهوری تبدیل کرده و خودش به حیث رئیس‌جمهور افغانستان زمام قدرت را در دست گرفت.
همانگونه که تحولات در عرصه‌های مختلف افغانستان رونما گردیده، در منطقه معارف نیز تحولاتی به‌وجود آمد؛ مکاتب دهاتی و ابتدائی رشد نمود. پس از سال ۱۳۵۸ وضع امنیتی کشور خراب شد و مکاتب صرف در بعضی از شهرها فعال بود. در دوره طالبان دوباره وضع مکاتب رقت بار گردید. که صرف نام بود و بس. پس از سال ۲۰۰۱ مکاتب احیا و تعداد کثیری جدیداً ایجاد گردید.
جنگ، ناآرامی‌های داخلی و منازعات مسلحانه میان سالهای ۱۳۵۷ و ۱۳۸۱ تمامی عرصه‌های زندگی، زیربناهای اجتماعی، اقتصادی و فرهنگی در افغانستان را کاملاً از بین برده و میکانیزم‌های عرضهٔ خدمات اجتماعی به شمول معارف را نیز تا حد زیادی متلاشی نموده بود. اداره موقت افغانستان در سال ۱۳۸۱ چه از نگاه نیروی بشری دارای ظرفیت و مهارت‌های لازم و چه از نگاه ساختمان و زیربنا یک نظام ناقص و معیوب معارف را به ارث برده بود که توانائی محدود ارایهٔ خدمات تعلیمی و تربیتی را داشت و کیفیت آن جداً زیر سؤال بود. احصائیه‌های ذیل صرف پاره ای از مشکلات موجود در آن مقطع زمانی را نشان می‌دهد:
- کمتر از یک میلیون پسر در ۳٬۴۰۰ باب مکتب تعلیمات عمومی توسط ۲۰٬۷۰۰ معلم مصروف تعلیم بودند و سیستم معارف آن زمان پاسخگوی نیازمندی‌های مردم نبود.
- نصاب تعلیمی واحد، ملی و معیاری و کتب درسی استاندارد موجود نبود.
- صرف چهارباب دارالمعلمین در چهار ولایت با داشتن ۴۰۰ تن محصل و ۵۰ تن استاد که همه از طبقه ذکور بودند، فعال بود.
- به تعداد ۳۸ باب مکتب تعلیمات مسلکی و حرفه‌ای قسماً فعال بود که ۱۵۰۰ تن متعلم و ۵۰ تن استاد از طبقه ذکور در آن مصروف تعلیم و تدریس بودند.
- سالانه فقط ۲۲٬۰۰۰ تن شاگرد از طبقه ذکور در کورس‌های سواد آموزی آموزش می‌دیدند. تنها ۷۹۰۰ تن محصل در ۱۵ مؤسسهٔ تحصیلات عالی شامل بودند.[۲]

### مکتب‌های تخصصی
تأسیس مکتب‌های تخصصی از دیگر اقداماتی بود که در دوره امان‌الله خان صورت گرفت. در هر یک از این مکتب‌ها، یک رشته مشخص تدریس و آموزش داده می‌شد. از مهم‌ترین مکتب‌های خصوصی، می‌توان از مکتب اصول تحریر (خوشنویسی)، صنایع، زراعت، قضاوت (حقوق)، دارالعلوم و دارالحفاظ نام برد.

### اکابر
در کنار مکتب‌های جدید، آموزشگاه‌هایی نیز برای افراد بزرگسال تأسیس شد. در آن سالها، به اینگونه آموزشگاه‌ها، اکابر می‌گفتند. این روش از سواد آموزی به دلیل اینکه از سوی امان‌الله خان بر آن نظارت نزدیک صورت می‌گرفت، و زیر نظر شخص شاه اداره می‌شد، به نام «صوت غازی» نامگذاری شده بود.

### لیسه استقلال
با ایجاد لیسه استقلال کابل با آغاز زمامداری ظاهر شاه و با توجه به اینکه ترویج زبان پشتو در دستور کار دولت قرار داشت، یک تغییر اساسی در معارف افغانستان صورت گرفت که زبان بود. بعداز مدتی کوتاه دولت تدریس را در ولایات قندهار پکتیا، هلمند، جلال‌آباد، لغمان کنرها، به زبان پشتو نموده باقی به زبان دری تدریس می‌گردید.

## دیدگاه
انکشاف سرمایهٔ بشری مطابق به اصول و اساسات دین مقدس اسلام، احترام به ارزش‌های ملی و حقوق بشر از طریق فراهم آوری زمینهٔ دسترسی مساوی‌یانهٔ همه اتباع کشور به تعلیم و تربیه با کیفیت غرض تمهید و تسهیم شان در انکشاف متوازن، رشد اقتصادی، صلح و امنیت در کشور.

## اهداف
آموزش عمومی:
- افزایش میزان شمولیت خالص در آموزش اساسی برای دختران و پسران از ۶۵٪ و ۴۰٪ به ترتیب به ۷۵٪ و ۶۰٪.

1. تأسیس مکاتب برای ۱۰ میلیون طفل (۴۲٪ دختران) به شمول اطفال دارای نیازمندی‌های خاص شامل مکاتب عمومی خواهند شد.

- تأسیس ۱۶٬۵۰۰ باب مکتب عمومی و استخدام ۲۸۰٬۰۰۰ تن (۴۲٪ زنان) معلم
- افزایش شمولیت در مکاتب اسلامی به ۲۰۰٬۰۰۰ تن (۴۲٪ دختران)، تعداد موسسات تعلیمات اسلامی به ۱۰۰۰ باب و تعداد مدرسین آن به ۸۰۰۰ تن

1. 'تهیه نصاب و تربیه معلم:

نصاب درسی مطابق به نیازمندی‌های انکشافی کشور تهیه خواهد شد. تمامی شاگردان و معلمین مکاتب تعلیمات عمومی و اسلامی دسترسی به سیت کامل کتب درسی با کیفیت و رهنماهای معلمین را خواهند یافت. بیشتر از ۲۱۰ میلیون کتاب و رهنمای معلمین چاپ و به دسترس مکاتب قرار خواهد گرفت. چهل درصد از مکاتب با لابراتوارهای ساینس و تکنالوژی معلوماتی مجهز خواهند شد. حد اقل ۸۰٪ معلمین امتحان لیاقت را تکمیل خواهند نمود. تحصیلات و
شایسته گی ۶۰٬۰۰۰ تن معلم موجود به صنف ۱۴ در رشته‌های مربوطهٔ شان ارتقا داده خواهد شد و پنجاه هزار فارغان لیسه‌ها (۴۵٪ دختران) از ولسوالی‌هایی که نیاز مبرم به داشتن معلمین مجرب دارند در مراکز تربیه معلم به‌عنوان معلم تربیه خواهند شد. ۴۲ باب دارالمعلمین‌های موجود تقویه و تجهیز گردیده و تعداد مراکز حمایتی تربیه معلم در ولسوالی‌ها به ۴۶۴ افزایش خواهد یافت.
- تعلیمات تخنیکی و مسلکی:

شمولیت به صنف دهم مکاتب تخنیکی و مسلکی از مجموع فارغان صنوف نهم به ۹٪ افزایش خواهد یافت. تعداد مجموعی شاگردان در مکاتب تعلیمات تخنیکی و مسلکی به ۱۵۰٬۰۰۰ تن(۳۰ درصد اناث) افزایش خواهد یافت. تعداد مکاتب به ۵۰۸ باب توسعه خواهد یافت. بر علاوه برای ۵۰۰٬۰۰۰ تن از جانب وزارت کار و امور اجتماعی، شهدا و معلولین، زمینه تعلیمات حرفه‌ای فراهم خواهد شد. #سواد آموزی:
میزان سواد از ۲۶٪ (۱۲٪ زنان، ۳۹٪ مردان) به ۴۸٪ (۴۳٪ زنان و ۵۴٪ مردان) افزایش خواهد یافت. کورس‌های سواد آموزی برای ۳٫۶ میلیون تن بزرگسال ۶۰ زنان) تدویر خواهد شد. نصاب درسی سواد آموزی مطابق به نیازمندی‌های هر گروه تنظیم خواهد شد تا مهارت‌های زندگی را برای شان بیاموزد و بیشتر از ۲۰٬۰۰۰ تن ملا به‌عنوان معلمین سواد آموزی آموزش داده خواهند شد تا در ترویج سواد آموزی در سطح قریه جات سهم بگیرند.
- ادارهٔ معارف:

حد اقل ۷۵٪ از مکاتب عمومی و موسسات تعلیمات اسلامی و مراکز تربیه معلم، و ۱۰۰٪ مکاتب تعلیمات مسلکی و حرفه‌ای، دانشگاه‌ها و دفاتر اداره معارف دارای تعمیر و دیگر تجهیزات خواهند بود.
استخدام بر اساس شایسته گی و سیستم جدید رتب و معاشات برای تمامی کارمندان صورت خواهد گرفت که ارتقای آموزش و ارزیابی سالانه شامل آن خواهد بود.
یک سیستم اداره مالی بهتر در سطح مرکز و ولایات غرض بهبود بخشیدن نظارت مالی تأسیس خواهد شد
.
سیستم نظارت و ارزیابی تقویت خواهد یافت و با استفاده از تکنالوژی معلوماتی به سطح ولایات گسترش داده خواهد شد تا در تصمیم‌گیری‌های آگاهانه و مثمر کمک نماید.
استفاده از تکنالوژی معلوماتی غرض تقویه و بهبود تدریس، آموزش و اداره سیستم معارف ترویج و تسهیلات لازم آموزش کامپیوتر برای معلمین فراهم خواهد گردید.

## چالش‌ها
باوجود دستاوردهای زیادی که حاصل گردیده‌است هنوز هم چالش‌های بزرگی در بخش امنیت و دسترسی به تعلیم و تربیه، کیفیت، پاسخگو بودن و اداره بر سر راه معارف افغانستان موجود اند.
1. امنیت و دسترسی

به دلیل تهدیدهای امنیتِی، عدم دسترسی تسهیلات آموزشی و کمبود معلمین مسلکی به‌خصوص از قشر اناث، بیشتر از ۵ میلیون (۴۲٪) از ۱۲ میلیون اطفال واجد شرایط مکتب در افغانستان دسترسی به تعلیم و تربیه ندارند. شش هزار مکتب بدون تعمیر و سایر تسهیلات ضروری است و صدها باب مکتب دور تر از منازل رهایشی قرار دارند که رفت و آمد به آنها برای اطفال به‌خصوص دختران مشکل است. از جمله ۴۱۲ ولسوالی و نواحی شهری در بیشتر از ۲۰۰ ولسوالی و ناحیه حتی یک متعلم دختر در صنف دهم و بالاتر از آن ندارد و در ۲۴۵ ولسوالی و ناحیه یک معلم مسلکی زن موجود نمی‌باشد. ۱۱ میلیون هموطن ما هنوز هم بیسواد باقی مانده و ۶۲۱ باب مکتب در ۶۸ ولسوالی ۱۰ ولایت کشور بنا بر مشکلات امنیتی مسدود می‌باشد.
1. کیفیت و پاسخگویی

فقط ۲۷٪ از ۱۷۰٬۰۰۰ تن معلم کمترین شرایط یک معلم مسلکی یعنی فراغت از صنف چهاردهم را دارا می‌باشند. در تعداد زیادی از مکاتب محدودیت صنوف درسی منجر به تقلیل ساعات درسی و ازدحام در صنوف شده که کیفیت تدریس را متضرر ساخته‌است. هنوز هم کمبود کتب و مواد درسی موجود بوده و زمینهٔ شمولیت در مکاتب تعلیمات تخنیکی و مسلکی تنها به ۲٪ از فارغان صنوف نهم مهیاست، بدین معنی که زمینه آموزش حرفه‌ای فقط برای یک بخش کوچک نفوس کشور فراهم می‌باشد، بنابر عدم موجودیت شرایط لازم خلأی موجود میان فراغت و کاریابی نهایت زیاد بوده و حسب ارقام رسمی فقط یک چهارم از ۹۵٬۰۰۰ تن فارغان صنوف ۱۲ در سال ۱۳۸۸ به دانشگاه‌ها و مؤسسات تحصیلات عالی راه یافته و متباقی به مشکل می‌توانند کار بیابند.
1. مدیریت

باوجود کوشش هائیکه بخاطر تقویت ظرفیت‌های کادری و کاری صورت گرفته، توانمندی اجراییه‌ای سکتور معارف در سطح مرکز و ولایات هنوز هم ناکافیست و آنهم بیشتر معلول فقدان پرسنل متخصص که بامعاش پایین حاضر به اشتغال درین وزارت نمی‌گردند بوده که به این مشکل افزوده‌است. کمبود ساختمان» محل مناسب کاری «و تجهیزات مورد نیاز به‌خصوص تکنالوژی معلوماتی پیچیده گی بیشتر را به مشکل فوق به بار آورده‌است.

## جایگاه کنونی
از سال ۱۳۸۱ بدینسو وزارت معارف اصلاحات اساسی را دنبال و به دستاوردهای چشمگیری نایل آمده‌است. برخی از پیشرفت‌ها و انکشافات عمده، الی اخیر سال ۱۳۸۸ این وزارت ذیلاً تذکر می‌یابد:
- افزایش هفت برابر در ثبت‌نام دانش آموزان:

به‌صورت مجموعی ۷ میلیون تن دانش آموز در ۱۲٬۰۰۰ مکتب دولتی که ۳۷٪ شان دختر می‌باشند، مصروف فراگیری دانش هستند.
ا*افزایش بیشتر از هشت برابر در تعداد معلمین:
امروز در نظام معارف به تعداد ۱۷۰٬۰۰۰ معلم که ۳۰٪ آن اناث می‌باشند، مصروف آموزش هستند.
- تعداد مدارس رسمی تعلیمات اسلامی به ۵۵۰ باب افزایش یافته و ۱۳۶٬۰۰۰ طلبه در آن مصروف کسب علوم اسلامی اند که ۹٪ شان را طبقه اناث تشکیل می‌دهد.
- اداره تعلیمات اسلامی از ریاست به سطح معینیت تعلیمات اسلامی ارتقا یافت و برای اولین بار در تاریخ کشور شاخهٔ از دانشگاه ازهر در کابل افتتاح و تدریجاً به شهرهای بزرگ کشور توسعه خواهد یافت.
- نصاب درسی ملی برای تمامی مکاتب عمومی و اسلامی تهیه شده‌است. کتب جدید برای تعلیمات اساسی (۹–۱) تألیف، چاپ و توزیع گردیده، توقع می‌رود که تهیه و تألیف کتب درسی برای دوره ثانوی تعلیمات عمومی در سال ۱۳۸۹ و از تعلیمات اسلامی در سال ۱۳۹۳ تکمیل گردد.
- تعداد مراکز تربیه معلم از ۴ باب به ۴۲ باب افزایش یافته، حد اقل یک مرکز در هر ولایات با تسهیلات لیلیهٔ ذکور و اناث که در آن ۴۲٬۰۰۰ تن (۳۸٪ زنان) مصروف تحصیل اند، فعال می‌باشد.
- در سطح ولسوالی‌ها ۷۳ باب مرکز تربیه معلم در جوار مکاتب ایجاد گردیده تا در آن درجهٔ تحصیلی معلمین مکاتب در برنامه‌های داخل خدمت ارتقاء یابد.
- شمولیت در تعلیمات تخنیکی و مسلکی سیزده برابر افزایش یافته که به تعداد ۲۰٬۰۰۰ تن دانش آموز (۱۶٪ اناث) در ۶۰ باب مکتب تعلیمات تخنیکی و مسلکی مصروف تعلیم هستند.
- بیشتر از ۹۵٬۰۰۰ دانش آموز (۲۷٪ اناث) در سال ۱۳۸۸ از صنف ۱۲ فارغ گردیده‌اند.
- از سال ۱۳۸۱ بدینسو همه ساله بیشتر از ۲۵۰٬۰۰۰ تن (۶۲٪ اناث) یک دورهٔ ۹ ماهه سواد آموزی را سپری نموده‌اند.
- ۸ ۵۰۰ شورای مکاتب برای تقویت اشتراک مردمی به منظور بهبود کیفیت معارف، تأسیس گردیده و ۴٬۵۰۰ مکتب به کمک و سهم‌گیری فعال مردم محل اعمار گردیده‌است. ۵ از جمله مکاتب که در سال‌های قبل از اثر مشکلات امنیتی مسدود گردیده بود، ۲۲۰ باب آن در سال ۱۳۸۸ مجدداً بازگشایی گردیده که در آن بیشتر از دو صد هزار تن شاگرد مصروف فراگیری علم هستند.[۲]

## فهرست وزیران
| شماره                                | تصویر | وزیر            | تصدی       | مدت   | حزب   | رئیس‌جمهور |
| ------------------------------------ | ----- | --------------- | ---------- | ----- | ----- | --------- |
| جمهوری اسلامی افغانستان (۲۰۰۱–اکنون) |       |                 |            |       |       |           |
| ۱                                    |       | رسول امین       | ۲۰۰۱ ۲۰۰۲  | ۱ سال | مستقل | حامد کرزی |
| ۲                                    |       | یونس قانونی     | ۲۰۰۲ ۲۰۰۴  | ۲ سال | مستقل | حامد کرزی |
| ۳                                    |       | احمد مشاهد      | ۲۰۰۴       | ۵ ماه | مستقل | حامد کرزی |
| ۴                                    |       | نورمحمد قرقین   | ۲۰۰۴ ۲۰۰۶  | ۲ سال | مستقل | حامد کرزی |
| ۵                                    |       | حنیف اتمر       | ۲۰۰۶ ۲۰۱۰  | ۲ سال | مستقل | حامد کرزی |
| ۶                                    |       | فاروق وردک      | ۲۰۰۸ ۲۰۱۵  | ۶ سال | مستقل | حامد کرزی |
| ۷                                    |       | حنیف بلخی       | ۲۰۱۵ ۲۰۱۶  | ۱ سال | مستقل | اشرف غنی  |
| ۸                                    |       | ابراهیم شینواری | ۲۰۱۷ ۲۰۱۸  | ۱ سال | مستقل | اشرف غنی  |
| ۹                                    |       | میرویس بلخی     | ۲۰۱۸ ۲۰۲۰  | ۲ سال | مستقل | اشرف غنی  |
| ۱۰                                   |       | رنگینه حمیدی    | ۲۰۲۰ اکنون |       | مستقل | اشرف غنی  |